# Lyrognathus fuscus
Lyrognathus fuscus là một loài nhện trong họ Theraphosidae.
Loài này thuộc chi Lyrognathus. Lyrognathus fuscus được miêu tả năm 2010 bởi West en Nunn.